# Sáo đội mũ
Sáo đội mũ (danh pháp hai phần: Basilornis galeatus) là một loài chim thuộc Họ Sáo. Chúng là loài đặc hữu Indonesia.
Môi trường sinh sống tự nhiên của loài này là rừng đất thấp ẩm hay rừng núi hay đầm lầy cận nhiệt đới hoặc nhiệt đới ẩm vùng đồng bằng rừng, cận nhiệt đới hoặc nhiệt đới. Chúng đang bị đe dọa bởi mất môi trường sống.